# أنتوان هاريس
أنتوان هاريس (بالإنجليزية: Antwan Harris)‏ هو لاعب كرة قدم أمريكية أمريكي، ولد في 29 مايو 1977 في رالي في الولايات المتحدة.

## وصلات خارجية
- أنتوان هاريس على موقع مرجع كرة القدم المحترفة.كوم (الإنجليزية)